# جو وارد (ملاكم)
جو وارد (بالإنجليزية: Joe Ward)‏ (30 أكتوبر 1993 في جمهورية أيرلندا - ) هو ملاكم أيرلندي. شارك في الألعاب الأولمبية الصيفية 2016.

## وصلات خارجية
- جو وارد على موقع أوليمبيديا (الإنجليزية)